# Río de la Plata

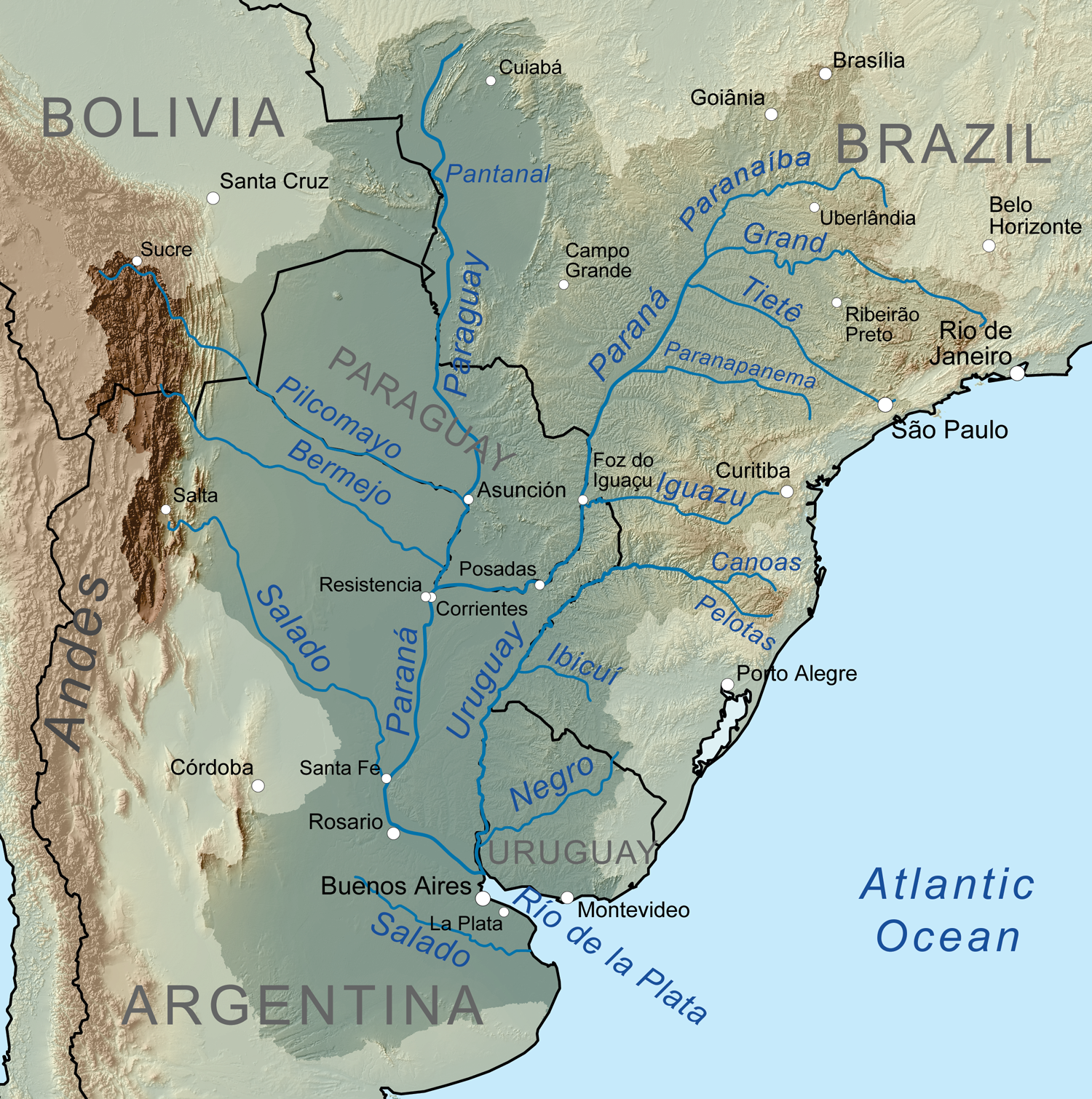
Cuenca del Río de la Plata.

El Río de la Plata está formado por la unión de los ríos Paraná y Uruguay, en el Cono Sur de América y desemboca en el Atlántico sur. Puede ser dividido en dos sectores: el interior, compuesto por los tramos superior y medio, el cual es de poca profundidad y se encuentra desprovisto de intrusión salina, y el exterior, comprendido entre Punta del Este (Uruguay) y la bahía de Samborombón (Argentina), tramo de mayor profundidad y con una importante influencia marina, que puede ser considerado un estuario del océano Atlántico. Con forma triangular y un largo de 325 km, sirve de frontera en todo su recorrido entre la Argentina y el Uruguay. Su rumbo general es noroeste-sureste y vuelca en el océano Atlántico la escorrentía de su cuenca hidrográfica más la de sus afluentes, que suman alrededor de 3 250 000 km². 
Entre los geógrafos no hay consenso sobre si la definición del Río de la Plata debería incluir los términos río, estuario, golfo o mar marginal del océano Atlántico. Es llamado comúnmente "río" tanto del lado uruguayo como del argentino, mientras que, fuera de estos dos países, se lo caracteriza únicamente como "estuario". En caso de que se lo considerara también un río, sería el más ancho del mundo con 221 km.
Tiene una extensa cuenca hidrográfica que recoge las aguas de los ríos Paraguay, Paraná y Uruguay, así como las de sus afluentes y de diversos humedales, por ejemplo, el Pantanal, los Esteros del grupo de Iberá y el Bañado la Estrella. Es la segunda cuenca más extensa de Sudamérica, luego de la del río Amazonas. Su primer nombre fue río Jordán en honor a Américo Vespucio.

## General

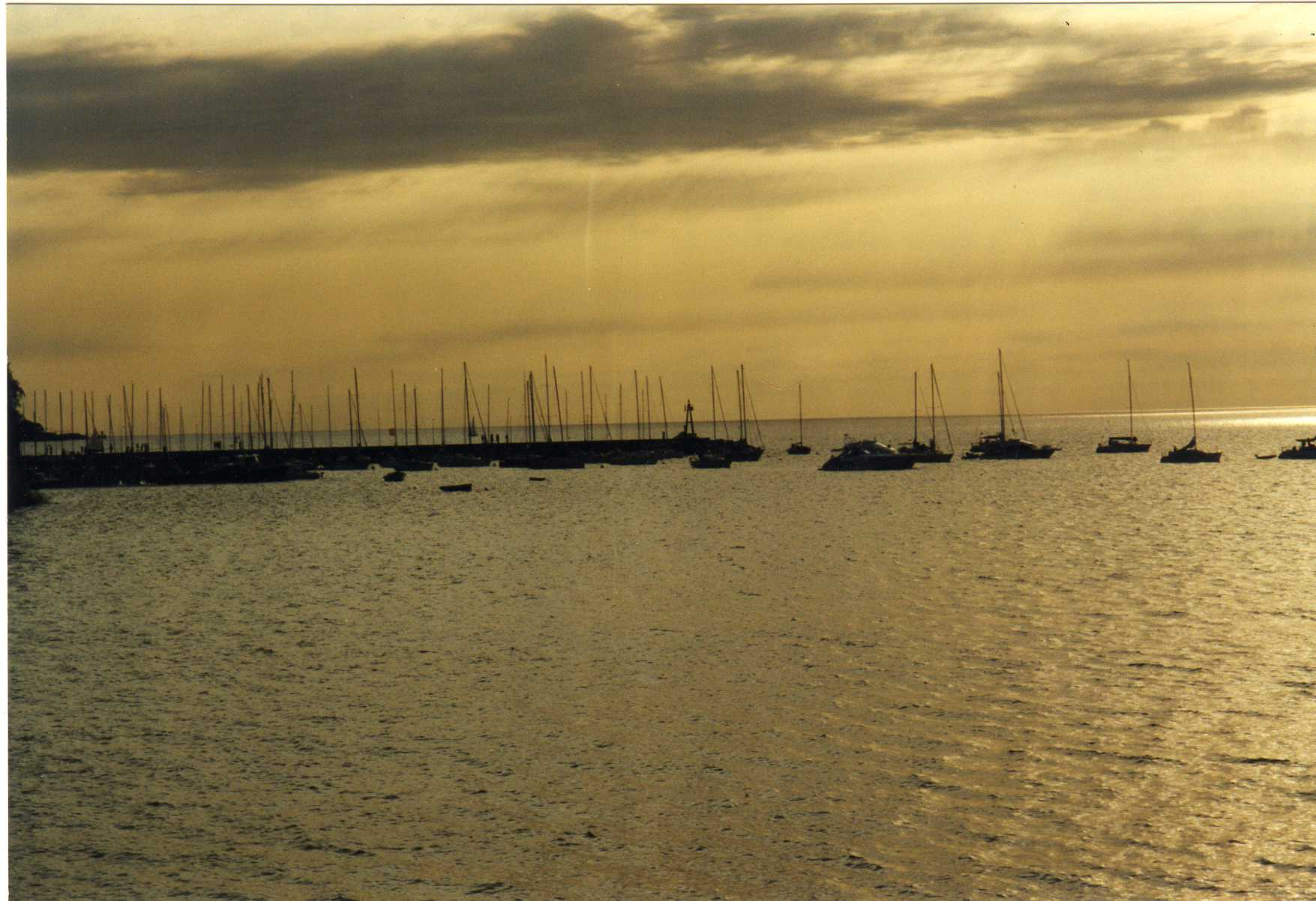
Río de la Plata visto desde Colonia del Sacramento.

### Límites
Fluye de noroeste a sureste desde el paralelo de Punta Gorda —que marca el punto extremo del Río de la Plata (km 320)— hacia el sur y del río Uruguay hacia el norte. Al sur de este paralelo se hallan las secciones insulares 1° y 4° pertenecientes a la provincia de Entre Ríos (Argentina).
Según la Organización Hidrográfica Internacional, su desembocadura está determinada por la línea que une Punta del Este con el cabo San Antonio, más precisamente con la punta norte de dicho cabo, llamada punta Rasa. De acuerdo con el Tratado del Río de la Plata, suscripto por la Argentina y el Uruguay, su límite exterior está determinado por la línea imaginaria de 219 km que une Punta del Este (Uruguay) con punta Rasa (Argentina).

### Salinidad
La salinidad del agua se mide en gramos de sal por litro de solución, por ejemplo, 10 g/L es igual a 10 psu, a 10 ppt, a 10 ‰ o a 1 %. La salinidad promedio en los mares del mundo es de 35 ‰ y se consideran aguas marinas a aquellas que tienen valores de salinidad entre 30 ‰ y 50 ‰. En la región del Atlántico donde desemboca este río, la salinidad es de algo más de 32 ‰.
La influencia de las aguas del Río de la Plata llega hasta bien adentradas las aguas oceánicas: recién a más de 100 km del límite exterior fluvial convenido en el Tratado del Río de la Plata se alcanzan los 32 ‰. Si se comparan ambas riberas, en Punta del Este se superan levemente los 32 ‰, mientras que en la costa argentina este valor se alcanza a la altura de Nueva Atlantis (60 km al sur de punta Rasa). En punta Rasa, se registra una salinidad de 29 ‰, el mismo valor que posee, en la ribera opuesta, la zona de El Pinar en la boca del arroyo Pando. Entre estos dos últimos puntos, se extiende una lengua de ese grado de salinidad hasta 45 km mar adentro al sudeste de la línea del Tratado. Contorneando dicha lengua de baja salinidad, el límite marino de 30 ‰ se alcanza del lado uruguayo en Costa Azul y del argentino en Las Toninas, aunque dicha frontera marina se logra recién 75 km mar adentro del límite del Tratado.
La intrusión salina hacia el interior del río llega hasta la zona entre Punta Piedras y la boca del río Santa Lucía, pues allí la salinidad promedio anual apenas ronda los 0,5 ‰.

### Puertos principales
Sobre la margen norte (República Oriental del Uruguay):
- Colonia - Puerto comercial (Pasajeros) y deportivo
- Montevideo - Puerto comercial (Pasajeros y carga) - Puerto de matrícula
- Puerto del Buceo - Puerto deportivo
- Piriapolis - Puerto deportivo
- Punta del Este - Puerto deportivo

Sobre la margen sur (República Argentina):
- Puerto de Olivos - Puerto deportivo
- Buenos Aires - Puerto comercial (Pasajeros y carga) y deportivo - Puerto de matrícula
- La Plata - Puerto comercial (Carga)

### Navegabilidad
El Río de la Plata es navegable en casi toda su extensión. Aun así, debido a los múltiples bancos de arena producidos por la sedimentación proveniente de sus afluentes, es necesario el constante dragado de canales, tanto para el acceso a los puertos de ambas márgenes como para navegar en demanda de los puertos ubicados en los ríos Paraná, Uruguay y Paraguay.
La profundidad del río varía entre un valor mínimo de 0,60 m en la zona noroeste (en proximidades del Delta del Paraná y la desembocadura del río Uruguay) y un máximo de 25 m sobre la línea imaginaria que determina su límite exterior.
La navegación de buques de porte por los canales y el acceso a los puertos debe estar asistida por prácticos cuando se trate de buques argentinos o uruguayos que superen los 120 m de eslora, y sin límite de eslora para buques de porte de otras nacionalidades.
En el balizamiento y señalización de los canales de navegación y acceso a puertos rige el sistema de boyado marítimo IALA para la Región B.

### Fauna
Tanto en el estuario como en la costa atlántica se pueden encontrar delfines de la especie franciscana, una especie de río que prefiere las aguas salobres. En ocasiones este delfín de especie franciscana remonta las aguas de los ríos Paraná y Uruguay. También se encuentran tres especies de tortugas marinas: la tortuga verde (Chelonia mydas), la tortuga cabezona (Caretta caretta) y la tortuga siete quillas (Dermochelys coriacea).

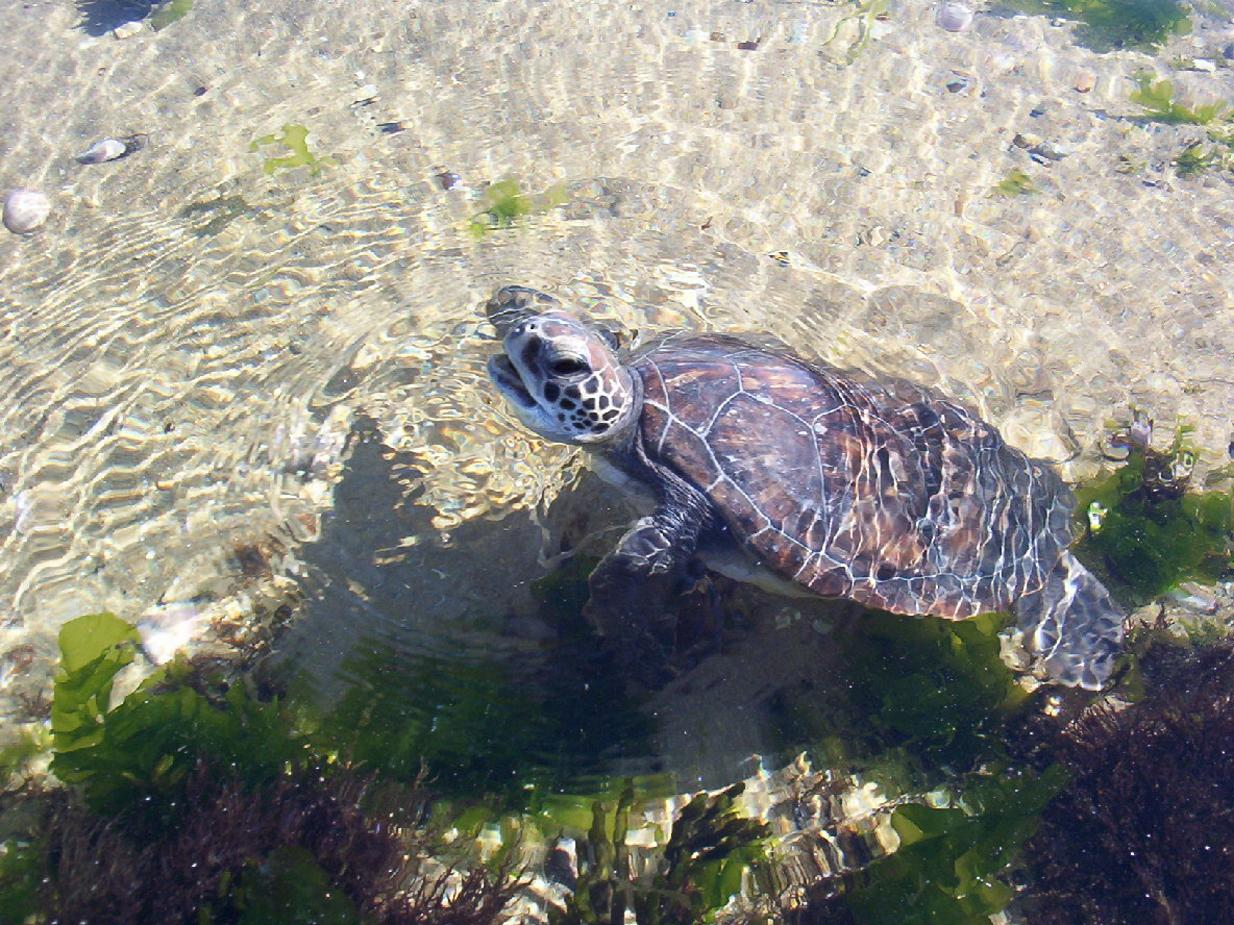
Tortuga verde (Chelonia mydas).

## Geografía física
Físicamente el Río de la Plata se divide en tres zonas geográficas:

### Región interna o superior
Desde el paralelo de Punta Gorda (Latitud: 33°55′0″ S) hasta la línea imaginaria que une al faro de Colonia con Punta Lara, se caracteriza por un sustrato de arena fina, limo y arcilla. Es la prolongación del Delta del Paraná bajo el Plata, donde se depositan los sedimentos más gruesos.

### Región intermedia
Es el tramo entre la línea que une Colonia con Punta Lara hasta otra que une Punta Espinillo Montevideo con Punta Piedras. Aquí se produce el transporte de los sedimentos finos en suspensión.

### Región exterior o inferior
Es el tramo entre esa segunda línea hasta el límite exterior, la línea imaginaria que une al Hito Faro de Punta del Este con el Hito Faro Punta Rasa. Es el único de los tramos donde se presenta la influencia marina; las aguas son salobres con tenores de salinidad variados y cambiantes, según las mareas, vientos, entre otros. Los sedimentos son pelíticos con un importante cuerpo arenoso.

### Lecho y sedimentos en suspensión
Cada año son transportados hasta el Río de la Plata unos 160 millones de toneladas de sedimento. Esta carga está compuesta por: limo —el 56 %— (90 millones ton/año), arcilla —el 28 %— (45 millones ton/año), y arena —el 16 %— (25 millones ton/año). De toda la carga, el 90 % viaja en suspensión (145 millones ton/año). El material suspendido está integrado por la totalidad de las arcillas y limos que llegan al Plata, más 10 millones ton/año de la arena más fina. Mediante carga de fondo también son transportados 15 millones ton/año de arena más gruesa. En el sector del Río de la Plata que enfrenta al delta se deposita toda la arena transportada (los 25 millones ton/año) y una porción de los limos.
Las fuentes principales de materiales finos son el sur de Bolivia y las provincias del noroeste de la Argentina, regiones que son drenadas por la alta cuenca del río Bermejo, por la cual primero los sedimentos son tributados al río Paraguay, luego por este pasan al río Paraná, y finalmente este último los transporta hasta el Plata, donde se depositan luego de un recorrido de casi 2000 km desde su origen.
El cauce del río está dominado por la presencia de extensos bancos de baja profundidad que dificultan la navegación con embarcaciones de calado, por lo que esta debe hacerse siguiendo diversos canales naturales y artificiales, muchos de los cuales, en especial la ruta que comunica Buenos Aires con el océano Atlántico, son objeto de constante dragado para evitar la acumulación de sedimentos y así mantenerlos abiertos. Los principales bancos de arena son Ortiz, Arquímedes, Inglés y Rouen.
La morfología del lecho del área específica de la isla Martín García se caracteriza por un bajío (la formación Playa Honda) atravesado por canales y compuesto por sedimentos grises-marrones, arenosos hacia el norte, arenas limosas y limos arenosos hacia el sur y limos arcillosos (lodos) hacia la margen argentina. El delta presenta un avance continuo de 15 m por año y produce una disminución de las profundidades del lecho mediante la formación de bancos, que luego se transforman en islas.

### Sismicidad
La región responde a la «falla de Punta del Este», y a la «subfalla del Río de la Plata»; con sismicidad baja; y su última expresión se produjo el 5 de junio de 1888 (137 años) de silencio sísmico), a las 3.20 UTC-3, con una magnitud de 5,5 en la escala de Richter. (Terremoto del Río de la Plata de 1888).

### Costas
En cuanto a las costas del río, estas presentan características muy diversas.

#### Costas uruguayas
La costa uruguaya pertenece a la formación geológica del macizo de Brasilia, con costas altas y playas de arena bordeadas de dunas separadas por cabos rocosos.
Los principales afluentes por la ribera uruguaya son los ríos San Juan, Rosario, Santa Lucía, y el arroyo Solís Grande.

#### Costas argentinas
La costa argentina corresponde a la cuenca sedimentaria de la Pampa, formada por mesetas de limo que alternan con planicies barrosas. Es, por lo general, baja, formada por limos, siendo abundantes los juncales. En ella se destaca la bahía de Samborombón, cuya costa tiene unos 180 km de longitud. En esta bahía desembocan varios cursos de agua, muchas veces canalizados, siendo los principales los ríos Samborombón y Salado.

## Islas

### Isla Martín García
Esta isla, a diferencia de las cercanas islas deltaicas, posee un núcleo rocoso, al ser un afloramiento de rocas arcaicas del macizo de Brasilia, con una antigüedad de 1800 millones de años. Tiene una superficie de 184 ha y una altura máxima de 27 m s. n. m. La sedimentación en el lecho del área específica de la isla Martín García es muy activa, formándose bancos que luego se transforman en islas bajas, como ocurrió con el crecimiento de la isla Timoteo Domínguez y de bancos como el de Santa Ana y del Medio.
La isla Martín García —en su superficie histórica— es de soberanía argentina, pero desde la entrada en vigencia del Tratado del Río de la Plata de 1973 quedó situada como un exclave en aguas de uso común para los dos países, pero rodeada del sector del Río de la Plata cuyo lecho y subsuelo fue adjudicado a Uruguay por el tratado. Por esta razón los depósitos aluvionales que la rodean —incluso la isla Timoteo Domínguez— pertenecen a Uruguay, con excepción de los aluviones que se depositen en las costas que miran al canal de Martín García (o Buenos Aires), y al canal del Infierno, los cuales son de uso común para ambos países, en virtud del artículo 46 del tratado.
Desde el acuerdo del 18 de junio de 1988, se ha establecido la única frontera seca del límite argentino-uruguayo, entre las islas Martín García y Timoteo Domínguez.

## Historia

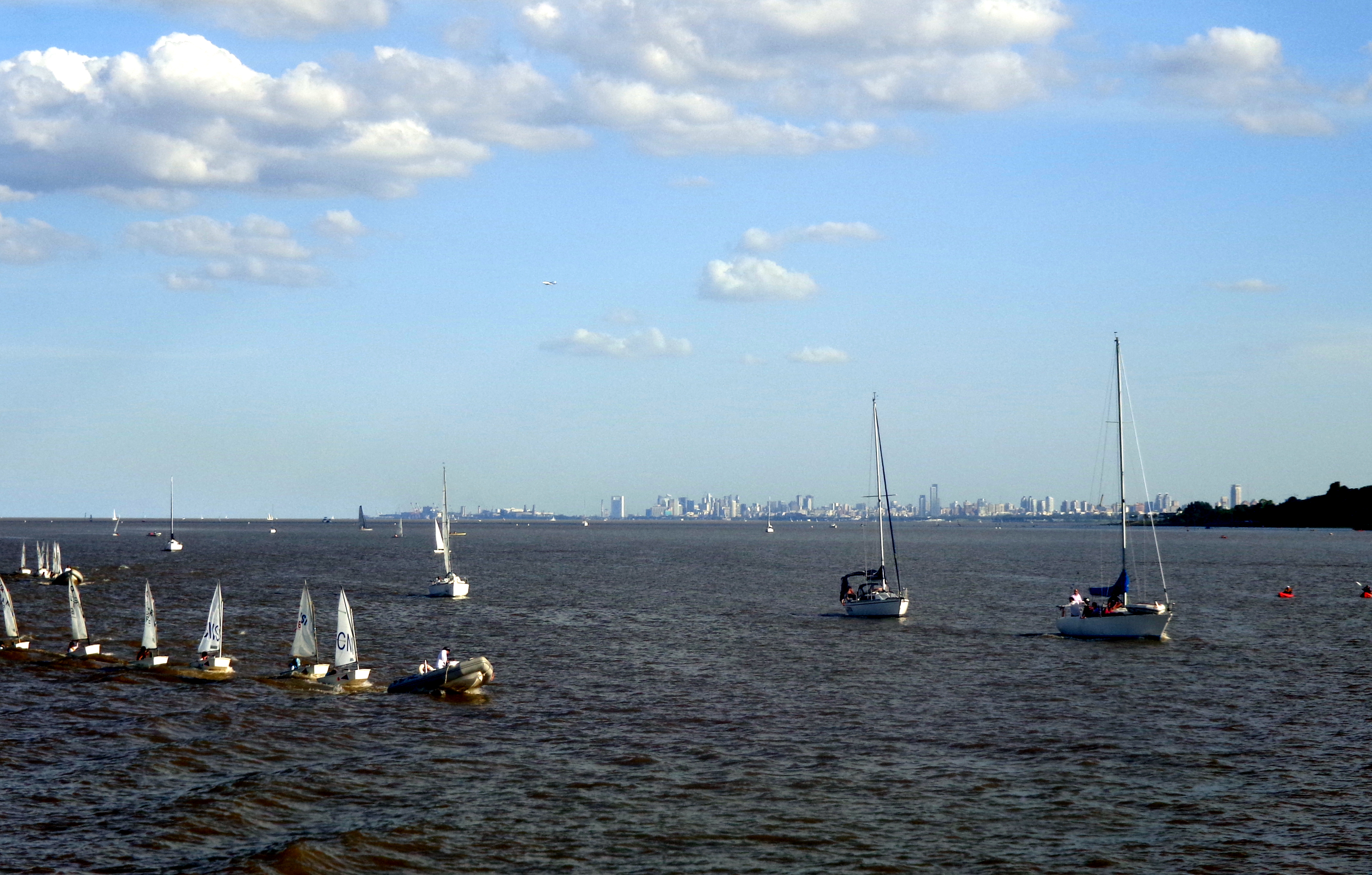
Veleros y vista de la costa al norte de la ciudad de Buenos Aires.

Según algunas fuentes, el estuario fue descubierto por Américo Vespucio en 1501, al cual llamó río Jordán. La conquista del Río de la Plata, nombre que entonces se dio a la región de la que hoy son parte Argentina, Paraguay y Uruguay, la inició el español Juan Díaz de Solís, quien buscando un paso para llegar a Oriente, se internó en el actual Río de la Plata en 1516 al cual llamó Mar Dulce, en referencia a la baja salinidad del agua.

En 1527 durante su expedición, Sebastián Caboto desembarcó sobre la banda oriental del río de Solís, en un puerto al que nombró  San Lázaro. Fundó allí el primer asentamiento español documentado de la región, donde depositó durante meses la hacienda de la corona, al cuidado de sus marinos. 

El 2 de febrero de 1536, el español Pedro de Mendoza fundó la ciudad de Santa María de Buenos Aires, situada en la costa occidental del Río de la Plata cerca de la desembocadura de los Ríos Paraná y Uruguay.

El 15 de agosto de 1537, Juan de Salazar fundó la ciudad de Asunción, cerca del río Paraguay.

### Descubridor
El primer no americano documentado en navegar sus aguas fue Juan Díaz de Solís, en 1516, mientras intentaba hallar un pasaje desde el océano Atlántico al océano Pacífico.
Desembarcó Solís en la costa oriental del río, hoy Colonia, con un grupo de sus hombres y el grumete de 14 años Francisco del Puerto, fueron atacados y muertos por los indígenas. En 1527 durante la  expedición de Sebastián Caboto, al desembarcar en San Lázaro, se encontraron con el sobreviviente Francisco del Puerto, educado como guerrero indígena. Vivió entre indígenas que vestían adornos de plata, que supuso llegaban desde el Alto Perú, y al tomar contacto con los portugueses se inició así la leyenda de la plata.[cita requerida]

### Toponimia
El nombre “de la Plata” se refiere a la mitológica “Sierra de Plata” en el país del “rey Blanco” que buscaron Alejo García, Sebastián Caboto y otros, remontando los ríos de la Plata, Paraná, Paraguay y Uruguay y realizando expediciones terrestres hacia el Chaco y Chiquitos. Es posible que la Sierra de Plata haya sido un remoto influjo del Cerro Rico de Potosí que los indígenas pasaban de boca en boca, aunque es más probable que el mito del rey Blanco haya llegado por influencia de la civilización incaica. Según Dick Edgar Ibarra Grasso y otros investigadores y aficionados, basándose en gran medida en las Crónicas del Inca Garcilaso de la Vega, los monarcas del Tawuantinsuyu eran «blancos», llegando Grasso a suponer que descendientes de algunas remotas expediciones europeas precolombinas; aunque lo más probable es que el adjetivo «blanco» fuera una metonimia por la blanca plata. En 1525 Sebastián Caboto dio con algunos de los acompañantes indígenas de Alejo García, quienes llevaban plata que recogieron en la expedición, pensó que en la zona abundaba la plata y desde entonces muchos quisieron expedicionar hacia el Río de la Plata.

### Fundaciones

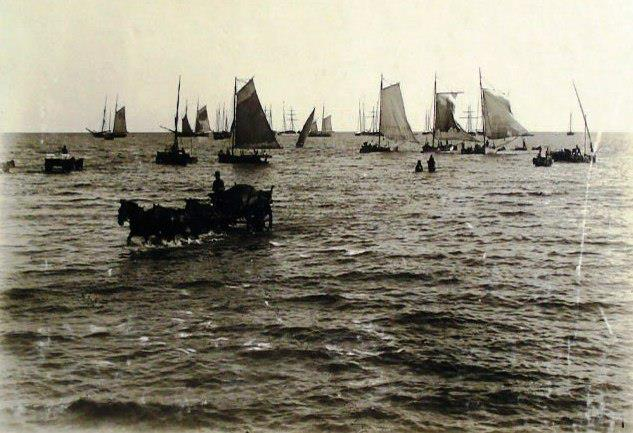
En 1880 las embarcaciones “fondeaban” para desembarcar en Buenos Aires sin llegar a las costas de la ciudad, para llegar a tierra firme —tal cual se puede observar en la imagen— desde los barcos los pasajeros y tripulantes usaban carretones de enormes ruedas tirados por bueyes altos.

En 1536 los españoles al mando de Pedro de Mendoza fundaron a la ciudad de Santa María de los Buenos Aires en la costa sur y oeste del Río de la Plata; tal ciudad fue momentáneamente abandonada hasta que fue definitivamente refundada en 1580 por el español Juan de Garay. En 1680, transgrediendo el Tratado de Tordesillas los portugueses fundaron, sobre la ribera oriental del río, la Colonia del Sacramento, frente a Buenos Aires. Colonia fue objeto de disputas entre españoles y portugueses por cerca de un siglo, cambiando varias veces de manos y obligando a los españoles a colonizar la Banda Oriental, hasta entonces mayormente ignorada. Colonia fue tomada por las fuerzas virreinales españolas el mismo año de su fundación, para ser devuelta a Portugal en 1681. Para detener el avance lusitano, el rey español Felipe V ordenó la construcción de Montevideo y sus fortificaciones sobre la banda oriental del río. Esta tarea se realizó entre 1724 y 1730.
En los años 1806-1807 el Río de la Plata fue testigo de las invasiones inglesas al Virreinato que llevaba su nombre.
El 5 de junio de 1888 se produjo el terremoto del Río de la Plata, a las 3,20, con una magnitud en la escala de Richter de 5,5, su epicentro estuvo en 34°36′0″S 57°53′59″O / -34.60000, -57.89972, a 30 m de profundidad. Jamás se tomaron medidas mínimamente antisísmicas. Afectó a todas las poblaciones de la costa del Río de la Plata, especialmente a las ciudades de Buenos Aires y de Montevideo. Produjo leves daños y su epicentro se localizó en el centro de dicho río.
El 13 de diciembre de 1939 se desarrolló la Batalla del Río de la Plata, frente a Punta del Este, Uruguay, primer enfrentamiento importante de navíos alemanes y británicos durante la Segunda Guerra Mundial.
En aguas del Río de la Plata se han producido numerosos naufragios. Se lo considera de navegación difícil por la intensidad y la rapidez con la cual se forman tormentas.

## Vientos locales del Río de la Plata

### Sudestada
La sudestada es un fenómeno climático que se caracteriza por vientos persistentes, regulares a fuertes del sudeste, temperaturas relativamente bajas y generalmente acompañado por lluvias de variada intensidad.
Esto ocurre cuando después del pasaje de un sistema frontal frío, un sistema de alta presión, cuyo centro se ubica al sudoeste de la provincia de Buenos Aires produce por su circulación vientos persistentes del mencionado sector sobre la costa del Río de la Plata.
Se genera por el efecto combinado de dos sistemas, uno de alta presión ubicado sobre el océano Atlántico, frente a las costas de la Patagonia central, que transporta aire frío y de origen marítimo hacia el Este de la provincia de Buenos Aires, extremo sur del Litoral y Sur del Uruguay y un sistema de baja presión, localizado sobre el Centro y sur de la Mesopotamia y la región occidental del Uruguay y que por su circulación produce un aporte de aire cálido y húmedo sobre la región.
Cuando se profundiza la depresión, se intensifica la circulación del viento del sector sudeste produciéndose este fenómeno climático. Durante una sudestada, el río puede alcanzar una altura de 3,96 metros (sobre el plano de marea altura cero) y oleaje intenso, lo que provoca anegamientos en toda la zona ribereña.

### Pampero

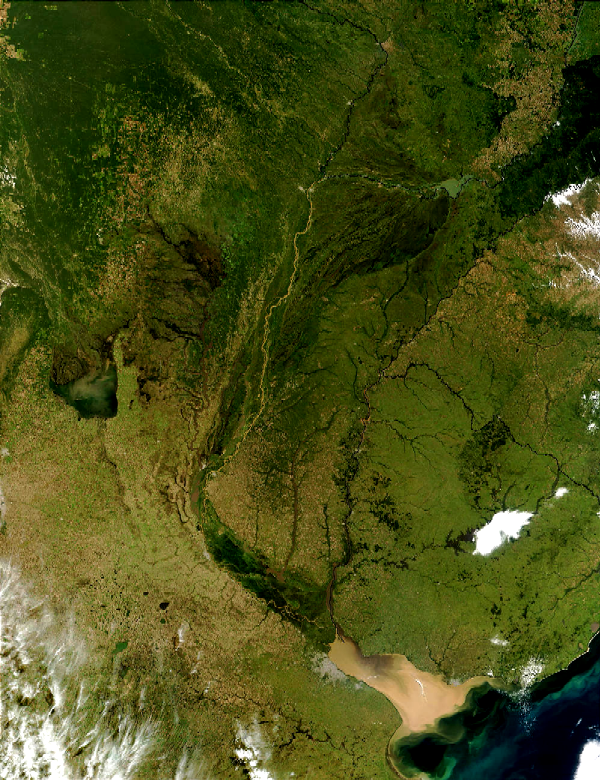
El Río de la Plata y parte de su cuenca. Se ve claramente como las aguas que aporta el río Uruguay (en color oscuro) afectan exclusivamente la ribera oriental, mientras que el resto es dominado por el aporte del mucho mayor río Paraná (en color leonado).

El Pampero es un viento que sopla del sudoeste, precisamente del Anticiclón del Pacífico Sur hasta el Ciclón del Río de la Plata, que se caracteriza por tener una masa de aire frío y seco gracias a las lluvias de convección que provocó en la cordillera de los Andes al atravesarla. En verano causa tormentas intensas seguidas por un marcado descenso de la temperatura y cielo despejado.

## Deportes en el Río de la Plata

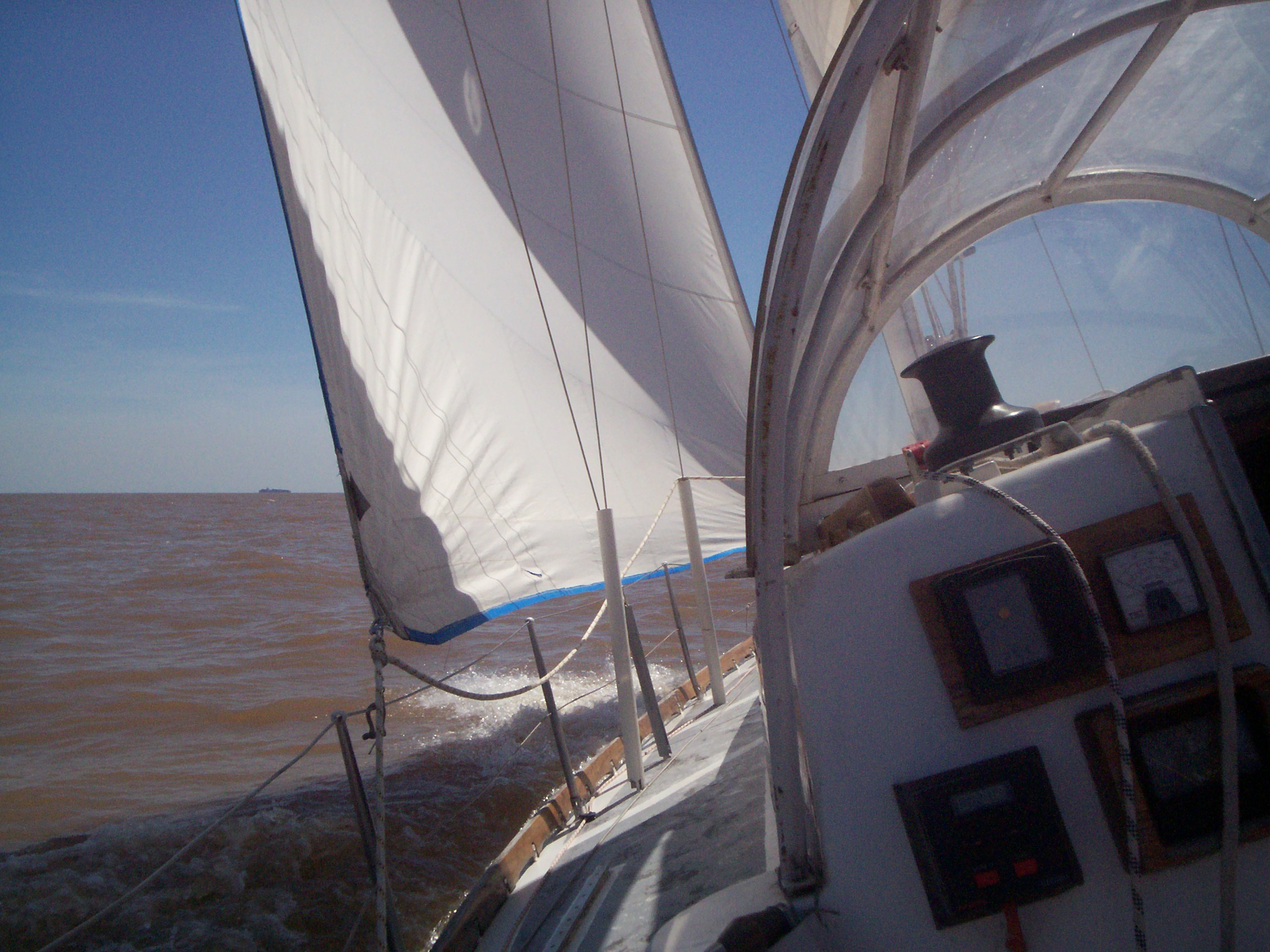
Vista desde un velero navegando por el Río de la Plata.

En 1923 la nadadora argentina Lilian Harrison fue la primera persona en cruzar a nado el Río de la Plata.
Dentro de las actividades deportivas más antiguamente practicadas en el Río de la Plata se encuentran el nado en aguas abiertas y el yachting. En ambas márgenes del río, los clubes náuticos desarrollan regatas de distintas clases de veleros, siendo una de las más importantes la regata “Buenos Aires-Punta del Este”.
El Río de la Plata permite la práctica del windsurf y, en especial, embravecido, también del surf, presentando olas de unos dos metros. También se puede practicar kite surfing.
En Montevideo, las playas donde se surfea son Playa Honda, Playa Verde y Playa Malvín.
En la margen argentina, la práctica del deporte está muy extendida en la zona de Buenos Aires y alrededores. En prácticamente toda la costa, destacando la localidad de San Isidro, se practica windsurf, kite surfing, kayak y outrigger (canoas hawaianas).
La navegación en kayak tomó relevancia en los últimos años en el Río de la Plata y delta del Paraná por su bajo costo (un kayak es, en comparación con otras, una embarcación muy barata) y por la casi inexistencia de requisitos legales para su adquisición, tenencia y manejo, requisitos abundantes en casi toda otra embarcación. El Encuentro Anual de Kayakistas tiene lugar durante la Semana Santa de cada año, tratándose de un encuentro libre; quienes concurren se reúnen espontáneamente en la Isla Martín García a la cual arriban piloteando sus kayaks.
En los ríos Paraná, San Antonio y Canal del Este se puede practicar esquí acuático, wake board y wake surf.

## Contaminación por el Riachuelo
Las aguas del Río de la Plata están muy contaminadas principalmente en las cercanías de la ciudad de Buenos Aires y el conurbano bonaerense. El río recibe efluentes del Riachuelo, que es uno de los ríos más contaminados del planeta, y del río Reconquista, otro río muy contaminado, entre otros. Por esta razón, el baño está prohibido en sus aguas en las costas de la ciudad de Buenos Aires, Vicente López, San Isidro y Avellaneda, entre otros.
La contaminación que recibe consiste principalmente en desechos cloacales y residuos industriales sin tratamiento.
Del lado uruguayo, los gobiernos de los departamentos de Montevideo y Canelones monitorean semanalmente la calidad del agua de sus playas, permitiendo el baño en aquellas no alcanzadas por esta contaminación.